# أيت محمود
أيت محمود إحدى بلديات دائرة بني دوالة التابعة لولاية تيزي وزو.

## أعلام
- مليكة دومران
- يسعد ربراب

## مواضيع ذات صلة
- بلديات ولاية تيزي وزو
- دوائر ولاية تيزي وزو